# Eben trio
Eben trio je české klavírní trio působící ve složení Roman Patočka – housle, Jiří Bárta – violoncello, Terezie Fialová – klavír. Název souboru je holdem významnému českému skladateli Petru Ebenovi (1929–2007). 
Soubor se pravidelně se věnuje propagaci jeho díla. Trio koncertuje v celé Evropě, USA, Jižní Koreji a Číně, kde v roce 2017 podniklo velké turné v osmi městech (Beijing, Shanghai, Guangzhou, Tianjin, Chengdu, Nanjing, Ha’erbin, Chongqing).    

## Obsazení Eben tria
- V letech 2011–2013: Terezie Fialová (klavír), Roman Patočka (housle), Markéta Kubínová (violoncello)
- 2014–dosud: Terezie Fialová (klavír), Roman Patočka (housle), Jiří Bárta (violoncello)[1]

## Účast na festivalech
- Rudolfinum[2]
- Auditorium de Louvre (Paříž)[3]
- Gasteig (Mnichov)[4]
- Kennedy Center, Washington
- Septembre Musical Vevey
- Smetanova Litomyšl
- Pražské jaro
- Verbier Festival & Academy Archivováno 13. 1. 2017 na Wayback Machine.
- Festival Mahler Jihlava[5]
- National Center for Performing Arts Beijing[6]
- Shanghai Oriental Arts Center, Shanghai[6]

## Ocenění
Eben trio je držitelem Ceny Spolku pro komorní hudbu při České filharmonii pro nejlepší komorní soubor za rok 2012.

## Agentura
Eben trio zastupuje v České republice agentura Camerata.